# Mevlan Shanaj
Mevlan Shanaj (ur. 7 lutego 1945 w Fierze) – albański aktor, reżyser i producent filmowy.

## Życiorys
Po ukończeniu studiów medycznych w 1963 kontynuował naukę na Wydziale Sztuk Dramatycznych w Instytucie Sztuk w Tiranie, który ukończył w 1969. Po studiach rozpoczął pracę reżysera w telewizji albańskiej. Przygotowywał dla telewizji filmy fabularne i dokumentalne, a także spektakle teatralne. Jest autorem cyklu programów poświęconych postaciom albańskich artystów. W telewizji albańskiej był także przez sześć lat reżyserem programów noworocznych. W 2001 objął kierownictwo działu filmów i spektakli telewizyjnych Telewizji Albańskiej.
Reżyserował także w teatrach Tirany, Korczy i Durrësu. W latach 1992–1996 pełnił funkcję attaché kulturalnego przy ambasadzie albańskiej w Sztokholmie. Od 2008 jest wykładowcą Uniwersytetu Sztuk w Tiranie. W 2008 wystąpił w roli komentatora w albańskiej edycji programu Big Brother.
Karierę filmową rozpoczął w 1970. Zagrał w 8 filmach fabularnych. Za swoją twórczość został w 1984 uhonorowany tytułem Zasłużonego Artysty (alb. Artist i Merituar), a także tytułem Honorowego Obywatela Mallakastry.
W życiu prywatnym żonaty (żona Natasha Lako). Syn Joni jest także reżyserem filmowym.

## Role filmowe
- 1970: Guximtaret jako przewodnik
- 1970: I teti ne bronz jako Ibrahim Kovaçi
- 1971: Malet me blerim mbuluar jako Birçja
- 1975: Rrugicat që kërkonin diell jako Nebi Sureli
- 1979: Balle per balle jako Besnik
- 1986: Rrethimi e vogel jako Viron
- 1988: Pranvera s'erdhi vetem jako ordynator
- 1991: Unë e dua Erën
- 2003: Lule te kuqe, lule te zeza jako Sfinks
- 2012: Në kërkim te kujt jako dr. Leo

## Filmy wyreżyserowane
- 1976: Korrieret
- 1980: Plumba Perandorit
- 1984: I paharruari
- 1986: Te shoh ne sy
- 1990: Flete te bardha
- 2003: Lule te kuqe, lule te zeza
- 2016: Rruget (Drogi, film dokumentalny)

## Publikacje
- 2012: Ekrani është vetë ëndrra (Ekran jest tylko snem), opr. Natasha Lako, wyd. Albas